# Rindert van Zinderen Bakker (1845-1927)

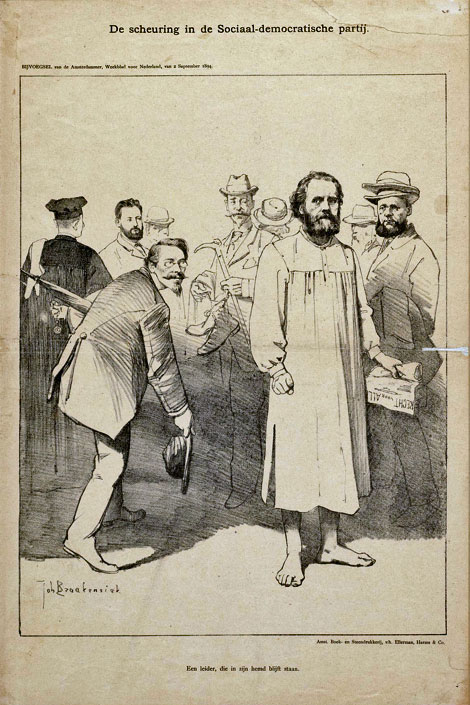
Spotprent van Johan Braakensiek bij de scheuring van de Sociaal-Democratische Bond, rechts op de voorgrond Domela en schuin achter hem, Rindert van Zinderen Bakker (de man met de dubbele hoeden, een revolutionaire en een parlementaire)

Rindert van Zinderen Bakker (Kortezwaag 8 mei 1845 – Heerenveen, 20 januari 1927) was een Nederlandse socialist, propagandist en tekstdichter.

## Leven en werk
Bakker werd in 1845 in het Friese Kortezwaag geboren als zoon van de koopman Klaas Tjeerds Bakker en Fokjen Rinderts van Zinderen. Hij kreeg bij zijn geboorte de voornamen Rindert van Zinderen. Na de lagere school ging hij op elfjarige leeftijd eerst werken bij de plaatselijke grutter en daarna bij een stoelenmakerij. Nadat hij het timmervak onder de knie had begon hij zijn eigen bedrijf. Hij raakte betrokken bij het Algemeen Nederlandsch Werklieden-Verbond. Bakker richtte een afdeling op in Gorredijk, waarvan hij de voorzitter werd. In de jaren daarna raakte hij gaandeweg radicaler en omarmde de standpunten van Domela Nieuwenhuis.  Hij raakte in deze periode in de problemen, zijn zaak ging failliet, hij dronk meer dan goed voor hem was en zijn vrouw werd nagenoeg blind. Hij wist zich echter te herpakken. Hij werd drankbestrijder, voorzitter van de plaatselijke afdeling van de Sociaal-Democratische Bond (SDB) en van de Bond van Algemeen Kies- en Stemrecht. Tevens werd hij hoofdbestuurslid van de latere Friesche Volkspartij. Als activist en propagandist sprak hij op vele bijeenkomsten in het hele land. Regelmatig kwam hij in conflict met de autoriteiten, de geestelijkheid en de grootgrondbezitters. Soms werd hij door zijn tegenstanders ook fysiek bedreigd. Zo werd hij na het toespreken van stakers in het turfgebied van Beets in februari 1883 door werkwilligen met knuppels in het Koningsdiep gejaagd. Uit die tijd stamt zijn gedicht:
Ik ben rebel. 'k Veracht in 'hart
hen, die voor Mammon kruipen...
die zich ontmannen voor het geld!
Ja, ik verfoei hun gluipen
hun vleien om een stukje brood.
Ik ben rebel. Ik vrees geen dood.
Op Koningsdag 19 februari 1887 wist hij met hulp de rode vlag te hijsen op de kerktoren van Gorredijk. Vanwege de barre weersomstandigheden zag niemand kans om de vlag naar beneden te halen. Met Geert van der Zwaag voerde hij actie voor de verkiezing van Ferdinand Domela Nieuwenhuis tot lid van de Tweede Kamer.
In de jaren negentig van de 19e eeuw werd Bakker allengs minder radicaal. Hij werd in 1891 gekozen als raadslid van Opsterland. Van 1893 tot 1905 was hij wethouder van deze gemeente. Hij nam afstand van de anarchistische ideeën van Domela en bedankte als lid van de SDB. Zijn oude strijdmakker Van de Zwaag zag dit met lede ogen aan. Bakker zocht toenadering tot de SDAP, een partij waarvan hij van tijd tot tijd lid was. Door zijn contacten met de filantroop Peter Wilhelm Janssen zag hij kans om in Friesland woeste gronden te laten ontginnen, waarop kleine boerenbedrijfjes werden gesticht. Bakker koos nu nadrukkelijk voor de weg van de 'kleine sociale verbeteringen'. Maatschappelijk werd hij actief in de hoofdbesturen van 't Nut van 't Algemeen en het Groene Kruis en was hij aandeelhouder en commissaris van de NV Friesche Maatschappij voor Vlasindustrie, een bedrijf wat twee vlasfabrieken uitbaatte in Molenend en Noordbergum. Ook was hij nog enkele jaren – van 1895 tot 1897 – lid van Provinciale Staten van Friesland, maar vond daar weinig bevrediging in. In de periode van 1906 tot 1925 woonde hij niet meer in Friesland maar in het Gooi. Landelijk hield hij zich bezig met zaken als de Jachtwet en de landontginning. In 1925 keerde hij terug naar Kortezwaag. Hij overleed begin 1927 op 81-jarige leeftijd in Heerenveen.
Bakker was op 21 mei 1869 in Opsterland getrouwd met Ibeltje Meinsma. Uit hun huwelijk werden negen kinderen geboren, vijf dochters en vier zoons. Hun zoon Jacob werd raadsadviseur bij het ministerie van Financiën en bestuurslid van het Nationaal Park De Hoge Veluwe. Een naar hem genoemde kleinzoon zou later burgemeester van Westzaan en Koog aan de Zaan worden. 

### Bakker als auteur
In zijn meer radicale periode was Bakker een productief schrijver van strijdliederen. Zijn liederen werden op tal van bijeenkomsten gezongen. Zo schreef hij onder andere "Ik ben rebel",  "Het nut van de soldatenstand" (als protest tegen het optreden van de militairen bij het Palingoproer), "De advocaat", "Broeders laat ons de kazerne slopen", "Heb je wel gehoord van die arbeidersbond", "Wat zijn de vrouwen nog in tel" en "De wapens neêr". Ook schreef hij diverse toneelstukken. In 2019 verscheen bij de uitgever Noordboek in Gorredijk "Aantekeningen uit mijn levensloop".
Bibliografie:
- Veroordeeld, toneelstuk naar aanleiding van de gevangenisstraf van Domela
- Liederen voor het volk, Den Haag, 1886
- Socialistische liederen en gedichten, Lemmer, 1893
- Een soldaat in huis, toneelstuk in drie bedrijven, Amsterdam, 1893
- Wenken en wenschen ter bevordering der propaganda voor de arbeidersbeweging, Kortezwaag, 1893
- Oud en Nieuw - Een tuiltje verzen, Naarden, 1914
- Koarn en Tsjef - Ferzen Leeuwarden, 1923
- Aantekeningen uit mijn levensloop, Gorredijk, 2019

In 1916 schreef hij samen met W. Beek het "Gedenkboek ter gelegenheid van den 70sten verjaardag van F. Domela Nieuwenhuis"
- Biografisch Portaal: 07640857
- Digitale Bibliotheek voor de Nederlandse Letteren: zind001
- Gemeinsame Normdatei: 1199409324
- International Standard Name Identifier: 0000 0003 6894 6698
- Nederlandse Thesaurus van Auteursnamen: 070737258
- Virtual International Authority File: 287725600